# Katholische Universität Lille
Die Katholische Universität Lille (Université Catholique de Lille) ist eine Privatuniversität in Trägerschaft der katholischen Kirche mit Sitz in Lille, Frankreich.

## Geschichte
Die Katholische Universität Lille wurde 1875 mit Unterstützung der katholischen Kirche und einer Gruppe christlicher Geschäftsleute gegründet. Der Historiker Henri Wallon, der damalige Bildungsminister, förderte die Gründung.
Das von Jules Ferry eingebrachte Hochschulgesetz von 1880 ermöglichte die staatliche Förderung privater (etwa kirchlicher) Hochschulen, vorausgesetzt, sie verzichteten auf die Bezeichnung „Universität“ (die staatlichen Hochschulen vorbehalten bleiben sollte). Daraufhin benannte sich die Université catholique de Lille in Institut Catholique de Lille um.
Das Institut Catholique de Lille gliederte sich in die üblichen Fakultäten einer französischen Universität des 19. Jahrhunderts: Geisteswissenschaften, Rechtswissenschaften, Naturwissenschaften und Medizin. Da es eine katholische Hochschule war, bestand außerdem eine Theologische Fakultät. 1898 kam als zweites Institut (neben dem Institut Catholique de Lille als dem Kern der Hochschule) das Institut catholique d’arts et métiers (ICAM, Katholisches Institut für Kunst und Gewerbe) hinzu, an dem vor allem angehende Ingenieure studierten. Weitere selbständige Institute und Forschungszentren wurden in den folgenden Jahrzehnten gegründet.
1973 schlossen sich die bestehenden katholischen Institute und Hochschuleinrichtungen in Lille zur Fédération universitaire et polytechnique de Lille (FUPL) zusammen; 1974 wurde der Zusammenschluss rechtswirksam. Heute heißt die Universität „Université Catholique de Lille“, in der Kurzform nennt man sie auch „La Catho“. Sie ist die größte private Universität in Frankreich.

## Zielsetzung
Alle Lehreinrichtungen verfolgen ein gleiches pädagogischen Ziel, diese sollen mit den humanistischen Werten und der Solidarität übereinstimmen. Sie handeln mit dem Ziel, der Menschheit und der Gesellschaft zu dienen und wollen einen Beitrag zur wirtschaftlichen und gesellschaftlichen Entwicklung leisten.

## Organisation

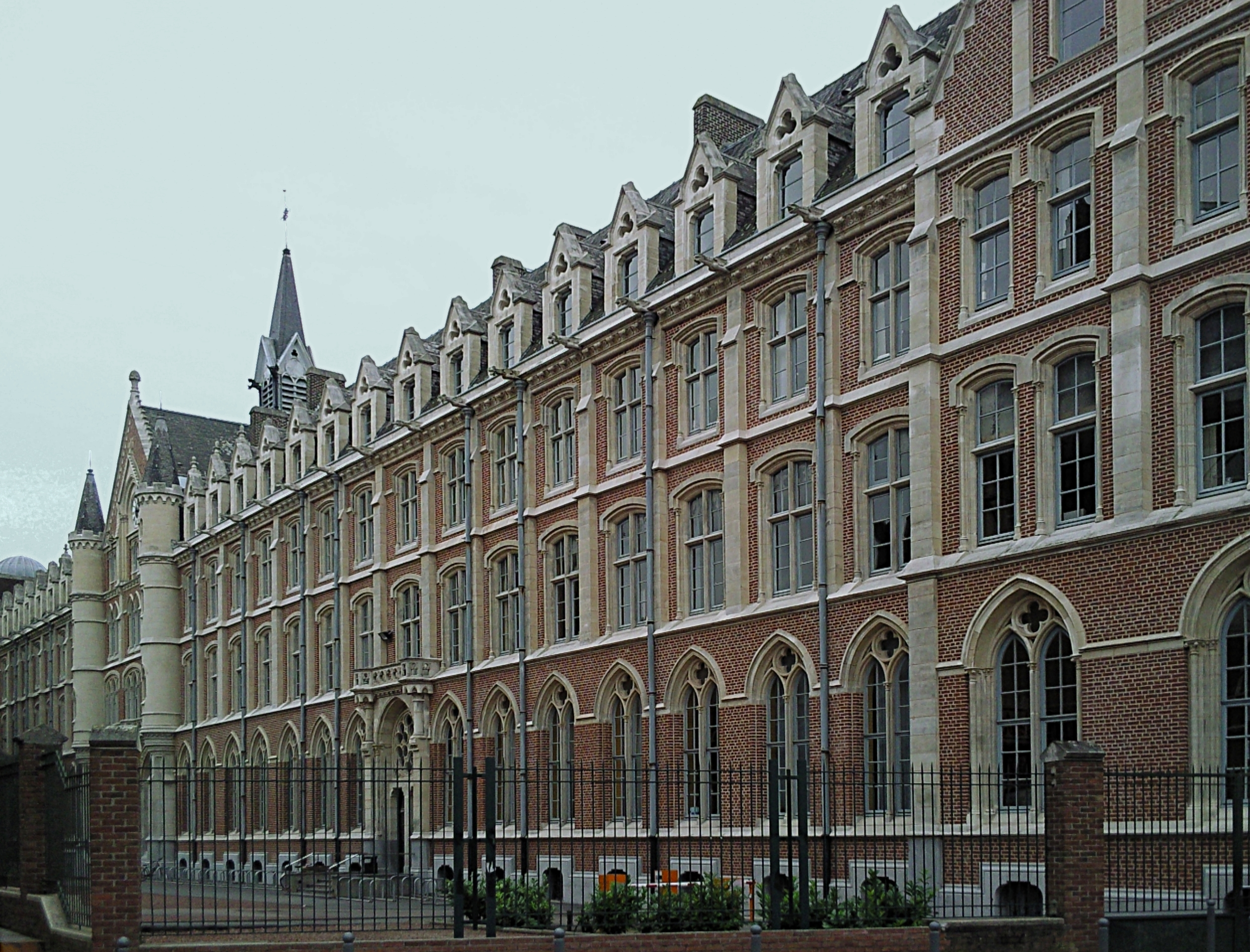
Katholische Universität Lille

Die Katholische Universität Lille verfügt zurzeit über folgende Einrichtungen:
- Sechs Fakultäten:

- Theologie und Religionswissenschaften,
- Kunsterziehung, Erziehungswissenschaften und Sozialwesen
- Rechtswissenschaften und Wirtschaftswissenschaften
- Unternehmensmanagement und Arbeitsrecht
- Medizin und Naturheilkunde
- Technologie

- 25 Hochschulen und berufsbildende Schulen
- 38 Forschungszentren mit angeschlossenen Instituten
- Eine Universitätsklinik mit 800 Betten

An der Universität sind ungefähr 20.307 Studenten (Stand 2010) eingeschrieben, davon etwa 1.000 ausländische Studienteilnehmer aus 78 Ländern. Jährlich erreichen rund 4.900 Studenten einen akademischen Abschluss und mehr als 1.500 Studenten nehmen an internationalen Austauschprogrammen teil.
Die EDHEC Business School ist eine Ausgründung der Katholischen Universität Lille.